# Liste von Sakralbauten im Landkreis Kitzingen
Die Liste von Sakralbauten im Landkreis Kitzingen listet Kirchen, Kapellen und sonstige Sakralbauten im unterfränkischen Landkreis Kitzingen auf.

## Liste
| Abbildung | Inneres | Name                                                                   | Konfession             | Gemeinde / Ortsteil                  | Bauzeit             | Baustil/ / Anmerkungen |
| --------- | ------- | ---------------------------------------------------------------------- | ---------------------- | ------------------------------------ | ------------------- | --- |
|           |         | St. Marien                                                             | ev.-luth.              | Abtswind                             | 15. Jh              | Spätgotischer Saalbau mit eingezogenem Chor, erste Hälfte 15. Jahrhundert, Turm mit barockem Helm, im 17. Jahrhundert verändert |
|           |         | St. Nikolaus                                                           | ev.-luth.              | Albertshofen                         | 15. Jh              | Chorturm 15. Jahrhundert, Langhaus und Turmobergeschoss wohl 1617 |
|           |         | St. Johannis Enthauptung                                               | röm.-kath.             | Biebelried                           | 1606 1822           | Saalbau mit eingezogenem polygonalem Chorabschluss, Turm und Sakristei (ehemals Chor) 1606, Langhaus 1822, unter Verwendung älterer Teile; mit Ausstattung, Kruzifix und Salvator von Tilman Riemenschneider (aus dem Hochaltar des Würzburger Doms von 1510) |
|           |         | St. Andreas                                                            | ev.-luth. röm.-kath.   | Biebelried Kaltensondheim            | 1712                | Simultankirche Chorturmkirche, 1712 |
|           |         | Dreifaltigkeitskirche                                                  | ev.-luth.              | Biebelried Westheim                  | 1893–94             | Saalbau mit polygonalem Chorabschluss, Ende 19. Jahrhundert |
|           |         | St. Maria Magdalena                                                    | ev.-luth.              | Buchbrunn                            | 13. Jh. 1600        | Chorturm im Kern 13. Jahrhundert, Turmerhöhung und Langhaus um 1600 |
|           |         | Mariä Himmelfahrt                                                      | röm.-kath.             | Buchbrunn                            | 1804–05             | Kapellenbau mit Dachreiter |
|           |         | St. Johannes                                                           | ev.-luth.              | Castell                              | 1784–88             | Klassizistischer Saalbau mit Turmfassade, nach Plänen von Joseph Albert Schlosskirche des Schlosses Castell |
|           |         | Evangelische Kirche                                                    | ev.-luth.              | Castell Greuth                       | 1810                | Sandsteinquaderbau mit Mittelresalit, zweigeschossige Fensterreihe, Walmdach und Dachreiter Als Schulhaus der Gemeinde errichtet. |
|           |         | Stadtpfarrkirche St. Augustinus                                        | röm.-kath.             | Dettelbach                           | 1444–1774           | Unregelmäßige Anlage aus zwei Bauperioden mit polygonalem Chorraum und eingezogenem Westteil, Turm um 1444, 1498–1503 und 1769–1774 |
|           |         | Wallfahrtskirche Maria im Sand                                         | röm.-kath.             | Dettelbach                           | 1506–1613           | Ehemalige Franziskanerklosterkirche Kreuzförmige Anlage mit eingezogenem Langchor, nachgotisch 1610–13, Chor 1506–23 |
|           |         | Dreieinigkeitskirche                                                   | ev.-luth.              | Dettelbach                           | 1991–92             | |
|           |         | St. Simon und Judas                                                    | röm.-kath.             | Dettelbach Bibergau                  | 1732                | Saalbau mit Chorturm von 1630, Langhaus 1732 |
|           |         | St. Jakobus                                                            | röm.-kath.             | Dettelbach Brück                     | 1688                | Saalkirche mit Flachdecke und Polygonchor, spätes 17. Jahrhundert, Turmuntergeschoss romanisch, 1846 erweitert |
|           |         | St. Jakobus der Ältere                                                 | röm.-kath.             | Dettelbach Effeldorf                 | 1653–1753           | Kirche ist an alte Loretokapelle angebaut. Chor 1653, Langhaus 1753 |
|           |         | St. Michael                                                            | röm.-kath.             | Dettelbach Euerfeld                  | 1617–27 1892        | Saalkirche mit Polygonalchor, Westturm bezeichnet „1617“, Langhaus 1627, Chor und Querschiff 1892 |
|           |         | Mariä Schmerzen                                                        | röm.-kath.             | Dettelbach Mainsondheim              | 1583 15. Jh.        | Chorturm 15. Jahrhundert, Langhaus 1583, 1705 verändert |
|           |         | St. Nicolai                                                            | ev.-luth.              | Dettelbach Neuses am Berg            | 1784                | Saalbau mit Glockenturm, erbaut 1784 |
|           |         | St. Nikolaus                                                           | röm.-kath.             | Dettelbach Neuses am Berg            | 1784–90             | Saalbau mit polygonalem Chorabschluss und Glockenturm, nach einem Entwurf von Major Adam Salomon Fischer, erbaut 1784–1790 |
|           |         | Mariä Himmelfahrt und St. Kilian, Kolonat und Totnan                   | röm.-kath.             | Dettelbach Neusetz                   | 1766                | Saalbau mit seitlich angeschlossenem Glockenturm, Bau des 17. Jahrhunderts, 1766 erweitert |
|           |         | St. Andreas                                                            | ev.-luth. röm.-kath.   | Dettelbach Schernau                  | 1802                | Simultankirche Saalbau mit eingezogenem Chor und Turmfassade, von Thaddäus Dückelmann 1802 |
|           |         | St. Kilian                                                             | röm.-kath.             | Dettelbach Schnepfenbach             | 1880                | Saalbau, neugotisch |
|           |         | St. Burkhard                                                           | röm.-kath.             | Geiselwind                           | 1521 (12. Jh.)      | Spätgotischer Chor, zweite Hälfte 15. Jahrhundert, Langhaus 1521, 1933 erweitert, Turm 12./13. Jahrhundert und 1668 |
|           |         | Autobahnkirche „Licht auf unserem Wege“                                | ev.-luth. röm.-kath.   | Geiselwind                           | 2001                | Ökumenische Autobahnkirche an der A3 |
|           |         | Friedhofskirche                                                        | ev.-luth.              | Geiselwind Dürrnbuch                 | 1851                | Halboffener Langbau mit Glockenturm |
|           |         | St. Vitus                                                              | ev.-luth.              | Geiselwind Ebersbrunn                | 1713 (14. Jh.)      | Chorturmkirche, spätromanisch, Langhaus um 1713 |
|           |         | St. Laurentius                                                         | ev.-luth.              | Geiselwind Füttersee                 | 14./15. Jh.         | Chorturmkirche wohl 14. Jahrhundert, Langhaus im Kern 15. Jahrhundert, 1709 verändert |
|           |         | Beatae Mariae Virginis                                                 | röm.-kath.             | Geiselwind Gräfenneuses              | 1886–88             | Unverputzter Sandsteinquaderbau mit Satteldach und Glockenturm im neuromanischen Rundbogenstil |
|           |         | Zum guten Hirten                                                       | ev.-luth.              | Geiselwind Haag                      | 1923                | Ehem. Friedhofskapelle, neuromanischer unverputzter Sandsteinquaderbau mit Dachreiter |
|           |         | St. Michael                                                            | ev.-luth.              | Geiselwind Hohnsberg                 | 1708–13 (15. Jh.)   | Chorturmkirche, Chorturm im Kern spätmittelalterlich, Langhaus 1708–1713 |
|           |         | St. Matthäus                                                           | ev.-luth.              | Geiselwind Rehweiler                 | 1774                | Saalbau der Herrnhuter Brüdergemeine, Walmdachbau mit Dachreiter und zweigeschossiger Fensteranordnung |
|           |         | St. Jakobus                                                            | röm.-kath.             | Großlangheim                         | 1596–1622 (1400)    | Westturm im Kern um 1400, Langhaus und Chor 1596–1622, seitlich exedrenartig erweitert 1821–22 |
|           |         | Antoniuskapelle                                                        | röm.-kath.             | Großlangheim                         | 1399                | Saalbau mit eingezogenem 5/8 Chor, Dachreiter |
|           |         | Stadtpfarrkirche St. Vitus                                             | röm.-kath.             | Iphofen                              | 15. Jh.             | Spätgotische Hallenkirche, Chor und Turmuntergeschosse erste Hälfte 15. Jahrhundert, Langhaus und Turmobergeschosse 1612 vollendet |
|           |         | Wallfahrtskirche Hl. Blut                                              | röm.-kath.             | Iphofen                              | 1605–15             | Turmchor und nördlich anschließende Kapelle Mitte 15. Jahrhundert, Langhaus 1605–1615 |
|           |         | Spitalkirche St. Johannes der Täufer                                   | ev.-luth. (röm.-kath.) | Iphofen                              | 1607                | Kirche des ehem. Bürgerspitals Chor der Kirche Mitte 15. Jahrhundert, Neubau von Kapelle und Spital 1607 Wird heute von der evangelischen Gemeinde genutzt.                                                                                                   |
|           |         | St. Maria                                                              | röm.-kath.             | Iphofen Birklingen                   | 1789 (15. Jh.)      | ehemalige Augustinerchorherren-Stiftskirche, dreiseitig geschlossener Chor und nördlich angelehnter Turm 1458–1463, ursprüngl. Bau nach Plänen von Johann Michael Fischer umgebaut, Langhaus 1789, Westfassade 1789/94                                        |
|           |         | St. Laurentius                                                         | röm.-kath.             | Iphofen Dornheim                     | 1793                | Saalbau mit Fassadenturm, 1793, nach 1945 erneuert |
|           |         | Evangelische Kirche                                                    | ev.-luth.              | Iphofen Dornheim                     | 1858                | schlichter Saalbau mit eingezogenem Chor, neugotisch |
|           |         | Evangelische Kirche                                                    | ev.-luth.              | Iphofen Hellmitzheim                 | 15. Jh. 1951        | Chorturmkirche, ehemals innerhalb einer Kirchenburg, Turm 15. Jahrhundert, Kirchenschiff 15./16. Jahrhundert, Neubau des oberen Teils des Turms und des Kirchenschiffs unter Verwendung alter Bauteile des 1945 zerstörten Vorgängerbaus                      |
|           |         | St. Bonifazius                                                         | ev.-luth.              | Iphofen Mönchsondheim                | 1988–90             | Chorturmkirche innerhalb einer Kirchenburganlage, |
|           |         | Evangelische Kirche                                                    | ev.-luth.              | Iphofen Nenzenheim                   | 1910 (15. Jh.)      | Saalbau von 1910, Turmuntergeschosse spätmittelalterlich, nach Kriegszerstörungen 1946 wiederaufgebaut Innerhalb der spätmittelalterlichen Kirchenburganlage                                                                                                  |
|           |         | Evangelische Kirche                                                    | ev.-luth.              | Iphofen Possenheim                   | 1781–84             | Saalbau mit Fassadenturm und eingezogenem dreiseitig geschlossenem Chor, von Joseph Albert 1781–1784 |
|           |         | Evangelische Stadtkirche „Petrinikirche“                               | ev.-luth.              | Kitzingen                            | 1686–93             | ehemalige Ursulinerinnenkirche Saalbau mit barocker Westfassade, 1686–1693, von Antonio Petrini |
|           |         | Stadtpfarrkirche St. Johannes der Täufer                               | röm.-kath.             | Kitzingen                            | 1402–60             | Spätgotische Hallenkirche mit eingezogenem Chor, um 1402 bis um 1460, Kirchenweihe 1487, Turmaufbau 1737, Chorverglasung 1959/60 von Johannes Schreiter |
|           |         | Kapuzinerklosterkirche Himmelfahrt Mariä und St. Franziskus Seraphikus | röm.-kath.             | Kitzingen                            | 1631–52             | mit dem Kloster errichtet 1631–1652, Kloster 1828 profaniert, heute Filialkirche von St. Johannes |
|           |         | Hl.-Kreuz-Kapelle                                                      | röm.-kath.             | Kitzingen Etwashausen                | 1741–45             | Kreuzförmige Anlage um zentrale Rotunde, von Balthasar Neumann 1741–1745 |
|           |         | St. Georg                                                              | röm.-kath.             | Kitzingen Hoheim                     | 1707 15. Jh.        | Chor frühes 15. Jahrhundert, Langhaus 1707, Turm 1832 |
|           |         | Evangelische Kirche „Dorfkirche“                                       | ev.-luth.              | Kitzingen Hohenfeld                  | 1705–09             | Saalbau mit polygonalem Chorabschluss und nördlich angeschlossenem Turm, Chor spätgotisch, Langhaus 1705–1709 von Joseph Berg |
|           |         | Gottesackerkirche St. Margarete „Bergkirche“                           | ev.-luth.              | Kitzingen Hohenfeld                  | 1520 (13. Jh.)      | Chor und Langhaus 1520, Turmuntergeschosse 13. Jahrhundert, 1601/02 erweitert |
|           |         | St. Laurentius                                                         | ev.-luth.              | Kitzingen Repperndorf                | 13. Jh. 1600        | Turm und östliche Langhausmauern zweite Hälfte 13. Jahrhundert, um 1600 erweitert |
|           |         | St. Laurentius                                                         | röm.-kath.             | Kitzingen Repperndorf                | 1911                | Schlichter Saalbau mit Halbwalmdach und Dachreiter |
|           |         | St. Johannis                                                           | ev.-luth.              | Kitzingen Sickershausen              | 1300 1747           | Chorturmkirche, Turm um 1300, Langhaus 1747 |
|           |         | Friedenskirche                                                         | ev.-luth.              | Kitzingen Siedlung                   | 1955–57             | Nach dem 2. Weltkrieg als Notkirche errichtet |
|           |         | St. Vinzenz                                                            | röm.-kath.             | Kitzingen Siedlung                   | 1949–50             | Verputzter Satteldachbau, gedrungener Turm mit Laterne, im Innern Langhaus und Chor in Form von Parabeltonnen, verputzte Holzbinderkonstruktion, 1949/50 als Notkirche von Hans Schädel                                                                       |
|           |         | St. Georg und Maria                                                    | ev.-luth.              | Kleinlangheim                        | 15. Jh. (1300)      | Chorturmkirche, Saalbau, Turm im Kern um 1300, Langhaus 15. Jahrhundert, Umgestaltung um 1600 Teil einer Kirchenburg |
|           |         | St. Hedwig                                                             | röm.-kath.             | Kleinlangheim                        | 192-64              | |
|           |         | St. Kilian                                                             | röm.-kath.             | Kleinlangheim Atzhausen              | 1748                | Saalbau ohne Chor mit Mansarddach und doppelter Fensterebene; im Obergeschoss war ehemals eine Schule, zugänglich durch einen runden Treppenturm auf der Nordwestseite, um 1748 erbaut                                                                        |
|           |         | Evangelische Stadtkirche St. Johannis                                  | ev.-luth.              | Mainbernheim                         | 1732 (13. Jh.)      | Saalbau mit Mansarddach und eingezogenem Polygonchor, seitlich angeschlossener Glockenturm, Turmuntergeschoss 13. Jahrhundert, Langhaus und Chor 1732 wohl von Johann David Steingruber                                                                       |
|           |         | St. Johannes der Täufer                                                | röm.-kath.             | Mainbernheim                         | 1932–33             | Kleiner Saalbau mit seitlich anschließendem Turm, unverputztes Kalksteinmauerwerk |
|           |         | St. Jakobus                                                            | ev.-luth.              | Mainstockheim                        | 1717–19 15. Jh.     | ehemalige Wehrkirche, Turm 15. Jahrhundert, Langhaus 1717/19 |
|           |         | St. Gumbertus                                                          | röm.-kath.             | Mainstockheim                        | 1836                | Ehemalige Synagoge Zweigeschossiger Walmdachbau im Rundbogenstil |
|           |         | St. Matthäus                                                           | ev.-luth.              | Markt Einersheim                     | 1626–27 13./14. Jh. | Gotische Chorturmkirche des 13./14. Jahrhunderts, Langhaus 1626/27 erneuert, Erweiterung nach Westen 1868 |
|           |         | Stadtkirche St. Nikolai                                                | ev.-luth.              | Marktbreit                           | 1438                | Saalbau mit Chorturm und polygonaler Apsis, Turmuntergeschoss 14. Jahrhundert, Chor 15. Jahrhundert, Langhaus 1438 |
|           |         | St. Ludwig                                                             | röm.-kath.             | Marktbreit                           | 1846                | Einschiffiger Saalbau mit Westturm, in romanisierenden Formen, von Andreas Deppisch 1846 |
|           |         | St. Peter und Paul                                                     | ev.-luth.              | Marktbreit Gnodstadt                 | 13. Jh.             | Saalbau mit leicht eingezogenem Polygonalchor, Turm 13. Jahrhundert mit Helm von 1577, Langhaus im Kern gotisch, im 18. Jahrhundert verändert, Chor spätgotisch                                                                                               |
|           |         | St. Stephan                                                            | ev.-luth.              | Marktsteft                           | 1623                | Saalbau mit polygonalem Chor und Glockenturm, spätgotischer Neubau ab 1623 unter Verwendung älterer Mauerteile |
|           |         | Auferstehungskirche                                                    | röm.-kath.             | Marktsteft                           | 1963–64             | Zweigeschossiger Bau Im Untergeschoss befindet sich der Pfarrsaal und Gruppenräume, im Obergeschoss der Kirchenraum |
|           |         | St. Michael                                                            | ev.-luth.              | Marktsteft Michelfeld                | 14.–17. Jh.         | Saalbau mit Chorturm, Langhaus nachgotisch Anfang 17. Jahrhundert, Turm Anfang 14. Jahrhundert |
|           |         | Evangelische Kirche                                                    | ev.-luth.              | Martinsheim                          | 1949                | Sandsteinquaderbau mit eingezogenem Chor, in neuromanischen Formen unter Verwendung alter Mauerteile |
|           |         | Evangelische Kirche                                                    | ev.-luth.              | Martinsheim Enheim                   | 1859                | Neuromanischer Saalbau mit eingezogenem Halbrundchor und Westturm, Sandstein, von Eduard Bürklein 1859 |
|           |         | St. Johannes                                                           | ev.-luth.              | Martinsheim Gnötzheim                | 12. Jh.             | Saalbau mit eingezogenem Rechteckchor und Westturm, im Kern zweite Hälfte 12. Jahrhundert, 1480 und 1612 verändert |
|           |         | St. Nikolaus                                                           | ev.-luth.              | Martinsheim Unterickelsheim          | 13. Jh.             | Chorturmkirche, Untergeschoss des Turmes und Umfassungsmauern des Langhauses Ende 13. Jahrhundert, Erneuerung und Erhöhung 1759 |
|           |         | St. Laurentius                                                         | röm.-kath.             | Nordheim am Main                     | 1540                | Chorturmkirche, bereits in der Gotik erbaut. Erstmals verändert um das Jahr 1540. In den 1830er Jahren weitere Erneuerungen |
|           |         | St. Burkard                                                            | ev.-luth.              | Obernbreit                           | 1731                | Saalbau mit eingezogenem Polygonalchor im Westen |
|           |         | Maria Königin                                                          | röm.-kath.             | Obernbreit                           | 1970                | Modernes Kirchenzentrum mit freistehendem Glockenträger |
|           |         | Kreuzkapelle                                                           | ev.-luth.              | Obernbreit                           | 15. Jh              | Friedhofskapelle Saalraum mit eingezogener polygonaler Fachwerkapsis, E. 15. Jahrhundert, Chor 1583 |
|           |         | Evangelische Kirche                                                    | ev.-luth.              | Prichsenstadt                        | 1557 14. Jh.        | Saalbau mit polygonalem Chorabschluss, Turm der Stadtbefestigung einbezogen, 14. Jahrhundert, Turmhelm, 18. Jahrhundert, Langhaus bezeichnet „1557“, 1725 verlängert;                                                                                         |
|           |         | St. Thekla und Lioba                                                   | röm.-kath.             | Prichsenstadt                        | 1927–28             | Einfacher Saalbau mit Dachreiter |
|           |         | St. Marien                                                             | ev.-luth.              | Prichsenstadt Altenschönbach         | 1496                | Saalbau mit Polygonchor und südlich gelegenem Turm, Beinhaus, nördliche Langhausmauer 1496, übriges Mauerwerk älter |
|           |         | Evangelische Kirche                                                    | ev.-luth.              | Prichsenstadt Bimbach                | 1708                | Saalbau mit eingezogenem polygonalem Chor, Turm mit Doppelkuppel und Laterne |
|           |         | Evangelische Kirche                                                    | ev.-luth.              | Prichsenstadt Brünnau                | 1705                | Saalbau mit Dachreiter |
|           |         | St. Antonius                                                           | röm.-kath.             | Prichsenstadt Järkendorf             | 1688                | Saalbau mit Polygonchor und Dachreiter, um 1688/89 |
|           |         | St. Jakobus der Ältere                                                 | röm.-kath.             | Prichsenstadt Kirchschönbach         | 1872 1597           | Saalkirche mit polygonalem Chorabschluss und südwestlich anschließendem Turm, Langhaus neugotisch, 1872, Turm 1597 |
|           |         | St. Nikolaus                                                           | röm.-kath.             | Prichsenstadt Laub                   | 1590                | Spätgotischer Saalbau mit Dachreiter, 1590 erbaut, 1905 ff. nach Westen verlängert |
|           |         | St. Michael                                                            | röm.-kath.             | Prichsenstadt Neuses am Sand         | 1733                | Saalbau mit polygonalem Chorabschluss und Dachreiter, bezeichnet „1733“ |
|           |         | St. Bartholomäus                                                       | röm.-kath.             | Prichsenstadt Stadelschwarzach       | 1804 1497           | Turm 1497, Langhaus und Chor 1804 Bei einem Sturm 2019 wurde die Kirchturmspitze zerstört und 2022 wieder errichtet. |
|           |         | St. Bartholomäus                                                       | ev.-luth.              | Rödelsee                             | 1770                | Chorturmkirche, Saalbau, 1770 anstelle der alten Simultankirche |
|           |         | St. Bartholomäus                                                       | röm.-kath.             | Rödelsee                             | 1779–83             | Saalbau mit Turmfassade, 1779–1783, nach Plänen von Major Adam Salomon Fischer |
|           |         | St. Laurentius                                                         | ev.-luth.              | Rödelsee Fröhstockheim               | 1600 15. Jh.        | Schlichter Saalbau mit polygonalem Chorabschluss, Chorturm 15. Jahrhundert, Langhaus um 1600 |
|           |         | St. Michael                                                            | ev.-luth.              | Rödelsee Schwanberg                  | 1987                | Kirche der Communität Casteller Ring (evangelischer Frauenorden) nach Plänen von Alexander von Branca |
|           |         | St. Peter und Paul                                                     | ev.-luth.              | Rüdenhausen                          | 1708                | Barocker Saalbau mit Polygonchor |
|           |         | Maria Hilfe der Christen                                               | röm.-kath.             | Rüdenhausen                          | 1954                | Moderner Bau mit freistehendem Campanile |
|           |         | Hl. Kreuz                                                              | röm.-kath.             | Schwarzach am Main Stadtschwarzach   | 1467 1868           | Saalbau mit eingezogenem Chor und südlich anschließendem Turm, Chor, 1467, Turm, 1424, das Obergeschoss, 1614, Langhaus neugotisch, 1868 |
|           |         | St. Michael                                                            | röm.-kath.             | Schwarzach am Main Düllstadt         | 1688                | Saalbau mit eingezogenem polygonalem Chor und Dachreiter, erbaut 1688, Anbauten 1779/1780 |
|           |         | St. Ägidius                                                            | röm.-kath.             | Schwarzach am Main Gerlachshausen    | 1751 15. Jh.        | Saalbau, Chor und Untergeschosse des Turmes erste Hälfte 15. Jahrhundert, Langhaus 1751 |
|           |         | St. Vitus                                                              | röm.-kath.             | Schwarzach am Main Hörblach          | 1903                | Saalbau mit Dachreiter in neubarockem Stil |
|           |         | Abteikirche Christus Salvator„Albert-Boßlet-Kirche“                    | röm.-kath.             | Schwarzach am Main Münsterschwarzach | 1935–37             | Kirche der Benediktinerabtei Münsterschwarzach 1935–1937 von Albert Boßlet Barocker Vorgängerbau nach Säkularisation verfallen und anschließend beseitigt |
|           |         | St. Laurentius                                                         | röm.-kath.             | Schwarzach am Main Schwarzenau       | 1592                | Saalbau mit Polygonchor, 1592 von Valentin Echter von Mespelbrunn und seiner Frau gestiftet |
|           |         | St. Martin                                                             | ev.-luth.              | Segnitz                              | 1250 1600           | ehem. Wehrkirche, Chorturmkirche, Turmunterbau um 1250, Turmoberbau und Langhaus um 1600, Umbauphasen 1486, 1600 und 1620 |
|           |         | St. Peter und Paul                                                     | röm.-kath.             | Seinsheim                            | 1810–13             | Saalraum mit eingezogenem Polygonalchor, von Thaddäus Dückelmann |
|           |         | St. Johannes der Täufer                                                | röm.-kath.             | Seinsheim Iffigheim                  | 13. Jh.             | Chorturmkirche, Anlage des 13. Jahrhunderts, 1808 erweitert |
|           |         | St. Peter und Paul                                                     | röm.-kath.             | Seinsheim Tiefenstockheim            | 1631–37             | Kirchenburg; nachgotische Saalkirche mit eingezogenem Polygonalchor, 1631–37, das Langhaus im 19. Jahrhundert nach Westen verlängert |
|           |         | St. Cyriakus                                                           | röm.-kath.             | Seinsheim Wässerndorf                | 1496                | Saalbau mit eingezogenem Polygonchor |
|           |         | St. Michael                                                            | evang.-luth.           | Seinsheim Wässerndorf                | 1965–66             | Moderner Bau, beherbergt ein wertvolles Renaissanceepitaph des Philipp von Thüngen und die Grabplatte der jüngsten Tochter von Friedrich von Schiller |
|           |         | St. Eucharius                                                          | röm.-kath.             | Sommerach                            | 1560–89             | Saalbau mit polygonalem Chorabschluss, Langhaus 1560–66, Turm 1589 über älterem Untergeschoss, Chor 1567/68, vergrößert 1756/57 |
|           |         | St. Sebastian                                                          | röm.-kath.             | Sulzfeld am Main                     | 1482 1602           | Chor, Turm und Sakristei 1482, Langhaus um 1602 verändert |
|           |         | Kreuzkapelle                                                           | röm.-kath.             | Sulzfeld am Main                     | 1752                | Kreuzförmiger Zentralbau, von Johann Anton Schumm |
|           |         | Stadtpfarrkirche St. Bartholomäus und St. Georg                        | röm.-kath.             | Volkach                              | 1413–1513           | Saalbau mit polygonalem Chor, Baubeginn des Chores 1413, Langhaus 1472, 1513 Bau des Turmes durch Hans Bock, das Langhaus Mitte 18. Jahrhundert umgestaltet                                                                                                   |
|           |         | St. Michael                                                            | ev.-luth.              | Volkach                              | 1544                | Kirche des ehem. Bürgerspitals, seit 1977 evangelisch Saalbau mit eingezogenem Polygonchor und Dachreiter, Anfang 15. Jahrhundert, im 19. Jahrhundert neugotisch restauriert                                                                                  |
|           |         | Wallfahrtskirche Maria im Weingarten                                   | röm.-kath.             | Volkach                              | 13.–15. Jh.         | Mitte 15. Jahrhundert, Turm und Sakristei 13./14. Jahrhundert |
|           |         | St. Johannes Evangelist                                                | röm.-kath.             | Volkach Astheim                      | 15. Jh.             | Spätgotische Anlage, zweite Hälfte 15. Jahrhundert, Langhaus 1775 verändert |
|           |         | Klosterkirche Marienbrück                                              | röm.-kath.             | Volkach Astheim                      | 1603–09             | Kirche des ehemaligen Kartäuserkloster Pons Mariae Einschiffige Anlage mit Lettner zwischen Chor und Laienraum, 1603–1609, barockisiert 1723 |
|           |         | Wallfahrtskirche St. Maria de Rosario                                  | röm.-kath.             | Volkach Dimbach                      | 1325–34             | Dreischiffige Pfeilerbasilika mit einschiffigem Chor und Westturm, im Kern zweite Hälfte 13. Jahrhundert, Baubeginn 1325, Weihe 1334, Seitenschiffe 1593 gewölbt, Stuckaturen im Mittelschiff um 1750                                                         |
|           |         | St. Stephanus                                                          | ev.-luth.              | Volkach Eichfeld                     | 1902 14. Jh         | Turm 14./15. Jahrhundert, Langhaus und Chor neugotisch, 1902 |
|           |         | St. Johannes Baptist                                                   | röm.-kath.             | Volkach Escherndorf                  | 1600–16             | Nachgotische Chorturmkirche |
|           |         | St. Johannes Baptist                                                   | röm.-kath.             | Volkach Fahr                         | 1726                | Chorturmkirche, Saalbau, spätgotischer Turm, Langhaus, 1726, von Jakob Bauer |
|           |         | Hlgst. Dreifaltigkeit                                                  | röm.-kath.             | Volkach Gaibach                      | 1742–45             | Zweijochiges Langhaus mit elliptischem Dreikonchenchor und Ostturm, 1742–1745, von Balthasar Neumann |
|           |         | Hl.-Kreuz-Kapelle                                                      | röm.-kath.             | Volkach Gaibach                      | 1697–1700           | Kreisrunder Zentralbau mit quadratischem Innenraum und vier Nischen, unter Kurfürst Lothar Franz von Schönborn |
|           |         | St. Andreas                                                            | röm.-kath.             | Volkach Köhler                       | 1720                | Einfacher Bau des 18. Jahrhunderts, Dachreiter |
|           |         | Evangelische Kirche                                                    | ev.-luth.              | Volkach Krautheim                    | 14.–17. Jh.         | Chorturmkirche, Turm 14. Jahrhundert, Langhaus im Kern 16./17. Jahrhundert, jetzt erneuert |
|           |         | St. Nikolaus                                                           | röm.-kath.             | Volkach Obervolkach                  | 15. Jh.             | Chorturmkirche, Turm spätgotisch, Langhaus zu Beginn des 17. Jahrhunderts verändert |
|           |         | St. Georg                                                              | röm.-kath.             | Volkach Rimbach                      | 1669–70             | Saalbau mit eingezogenem Chor und Dachreiter, |
|           |         | Hl. Kreuz                                                              | ev.-luth.              | Wiesenbronn                          | 1603                | Zweischiffige Anlage, Turm um 1300, Langhaus 1603 |
|           |         | St. Mauritius                                                          | röm.-kath.             | Wiesentheid                          | 1727–32             | Saalbau mit Turmfassade und Mansarddach, von Johann Georg Seitz, 1727–1732, unter Beteiligung von Balthasar Neumann |
|           |         | JakobskapelleKreuzkapelle                                              | röm.-kath.             | Wiesentheid                          | 1687–92             | Gräfliche Gruftkapelle Zentralbau mit vier Kreuzarmen, 1687–1692, von Antonio Petrini für Johann Otto Graf von Dernbach als Oktogon, 1712 ff. erweitert durch Pater Nikolaus Loyson S. J. um vier Kreuzflügel                                                 |
|           |         | Gnadenkirche                                                           | ev.-luth.              | Wiesentheid                          | 1952                | Schlichter Saalbau mit Dachreiter |
|           |         | Evangelische Kirche                                                    | ev.-luth.              | Wiesentheid Feuerbach                | 1751                | Ehemaliges Rathaus Walmdachbau mit Dachreiter, verputztes Fachwerkobergeschoss mit geohrten Fenstern, 1751, im Erdgeschoss Rundbogenfenster und Betsaal, 1874                                                                                                 |
|           |         | St. Andreas                                                            | röm.-kath.             | Wiesentheid Geesdorf                 | 1863                | Kleiner neugotischer Saalbau mit Dachreiter, zweite Hälfte 19. Jahrhundert |
|           |         | St. Sebastian                                                          | röm.-kath.             | Wiesentheid Reupelsdorf              | 1723–24             | Chorturmkirche, Turmuntergeschosse spätgotisch, Obergeschoss von 1610, Langhaus 1723–1724; |
|           |         | St. Barbara                                                            | röm.-kath.             | Wiesentheid Untersambach             | 1771                | Kleiner Saalbau mit polygonalem Chorabschluss und Dachreiter, bezeichnet „1771“ |
|           |         | St. Martin                                                             | röm.-kath.             | Willanzheim                          | 1669 (14. Jh.)      | Turm im Kern 14. Jahrhundert, im 18. Jahrhundert verändert, Chor und Langhaus 1669 |
|           |         | Johanneskirche                                                         | ev.-luth.              | Willanzheim Hüttenheim in Bayern     | 13. Jh 1770         | Ehemalige Simultankirche Turm romanisch, frühes 13. Jahrhundert, Chor und Langhaus 18. Jahrhundert |
|           |         | St. Johannes der Täufer                                                | röm.-kath.             | Willanzheim Hüttenheim in Bayern     | 1896–97             | Saalbau mit polygonalem Chorabschluss, neugotisch 1896/97 von Franz Wilhelm Driesler |
|           |         | St. Martin                                                             | ev.-luth. röm.-kath.   | Willanzheim Markt Herrnsheim         | 1300 18. Jh.        | Simultankirche Romanischer Turm, Wende des 12. Jahrhunderts, 1761 erhöht, frühgotischer Chor, um 1300, Langhaus im 18. Jahrhundert verändert |